# Charles Neuhaus
Pour le chocolatier belge, fondateur de Côte d'Or, voir Charles Neuhaus (chocolatier).
 (juin 2018).
Si vous disposez d'ouvrages ou d'articles de référence ou si vous connaissez des sites web de qualité traitant du thème abordé ici, merci de compléter l'article en donnant les références utiles à sa vérifiabilité et en les liant à la section « Notes et références ».
 (mai 2019).
Améliorez-le ou discutez des points à vérifier. 
 (mai 2019).
- Si vous ne connaissez pas le sujet, laissez ce bandeau (vous pouvez alors contacter les auteurs).
- Si vous supprimez le contenu mis en cause (vous pouvez préalablement contacter les auteurs),

argumentez précisément cette suppression dans la page de discussion
(un manque de référence n'est pas un argument ; une recherche réelle de référence doit avoir été effectuée, être formellement documentée).
Johann Karl Friedrich Neuhaus, dit Charles Neuhaus ou Charles Neuhaus-Verdan, est un commerçant et un homme politique suisse né le 9 février 1796 à Neuchâtel et mort le 8 juin 1849 à Bienne.
Il fut également le dernier schultheiss (chef du gouvernement cantonal) de 1844 à 1847 sous la Confédération des XXII cantons. Autoritaire, il fut surnommé le « dictateur de Berne » vu qu'il gouvernait depuis Berne. Partisan puis membre du Sonderbund, il démissionne après qu'une majorité de libéraux eut pris le contrôle de la Diète fédérale ce qui déclenche la Guerre du Sonderbund. Après la fin de la guerre, la défaite des conservateurs et l'abolition de la confédération au profit de l'État fédéral, il est arrêté et doit être conduit devant un tribunal. Mais malade et très affaibli, il est acquitté et meurt quelques mois plus tard en 1849.[réf. nécessaire]

## Biographie
Charles Neuhaus a grandi à Neuchâtel où il a fait ses études à l’auditoire des belles-lettres. À l’âge de 16 ans, il part pour Strasbourg où il devient directeur d’une maison de commerce et où il fréquente l’université.
Il s’établit à Bienne en 1820 et travaille dans la fabrique d'indiennes François Verdan et Cie. Il épouse la fille de son patron, Fanny Verdan, en 1824, devient l’un des copropriétaires de l’entreprise et se lance en politique. Comme la plupart des Biennois, qui ne font partie du canton de Berne que depuis 1815, Charles Neuhaus est imprégné de culture francophile.
Il devient une des figures de proue de la révolution libérale de 1830, ce qui lui vaut d’être élu au Gouvernement bernois. En octobre, le nouveau parlement cantonal le désigne pour faire partie du gouvernement cantonal, qui comptait alors 17 membres. Neuhaus est nommé, avec trois autres conseillers d'État, au Département de l'instruction publique et à celui des relations diplomatiques. À ce titre, il est considéré comme le fondateur de l’université de Berne. Il fut le premier avoyer bernois à ne pas être issu d’une famille patricienne. 
En 1844, après la mort du schultheiss Vinzenz Rüttimann, il est choisi comme son successeur face à Emanuel Friedrich von Fischer. Avec ses opinions politiques tranchées et ses décisions parfois arbitraires, le nouveau schultheiss fédéral s’est fait beaucoup d’ennemis. Son attitude parfois tyrannique lui vaut bientôt le surnom de « dictateur de Berne ». En 1845, il fait ainsi destituer, au mépris des prescriptions légales, le conseiller d'État Xavier Stockmar, sympathisant du séparatisme jurassien, pour haute trahison.